# Kötschach-Mauthen
Kötschach-Mauthen è un comune austriaco di 2 662 abitanti nel distretto di Hermagor, in Carinzia; ha lo status di comune mercato (Marktgemeinde). Capoluogo comunale è Kötschach.

## Geografia fisica

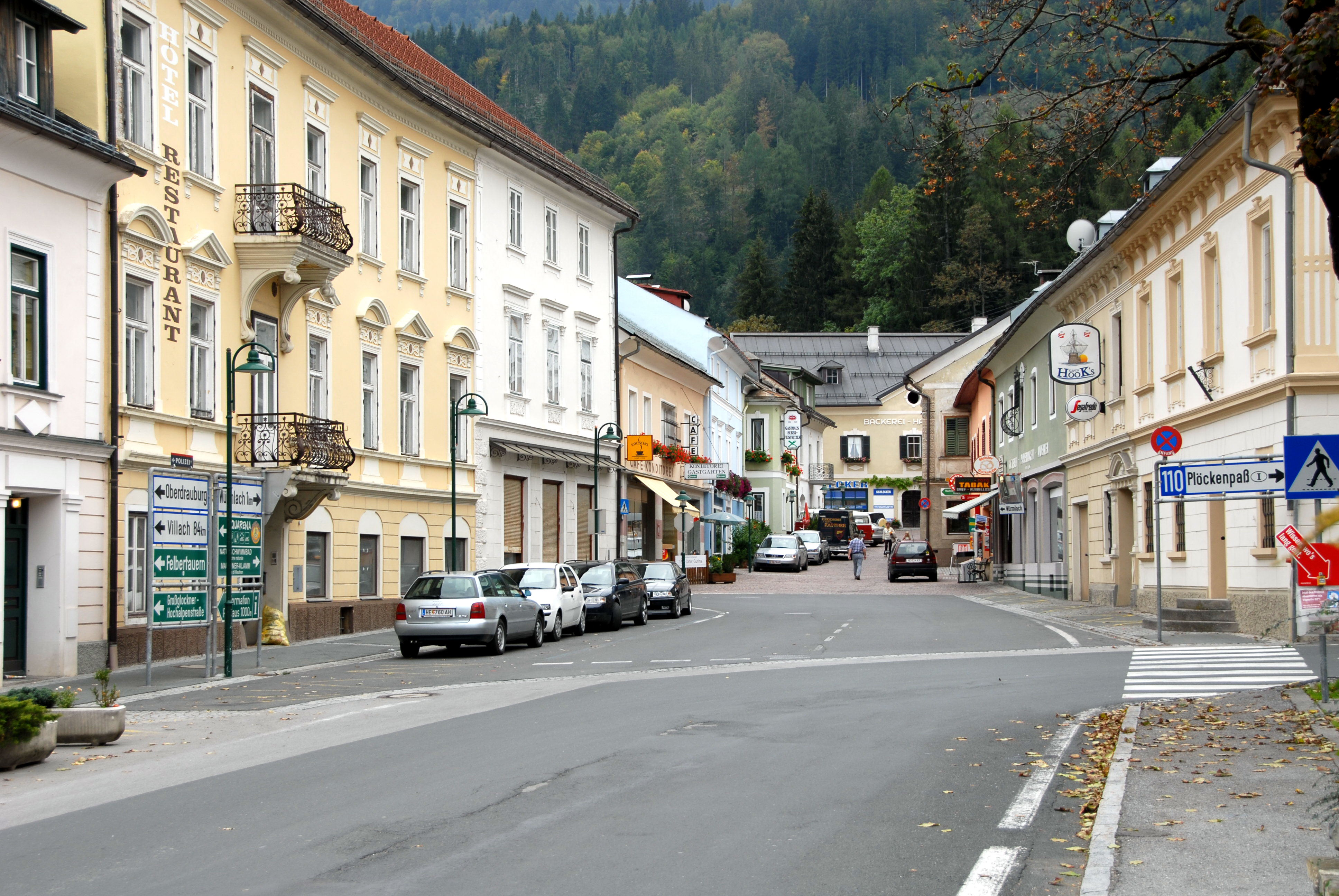
La strada principale di Mauthen; si nota sulla destra l'incrocio con la strada proveniente dal passo di Monte Croce Carnico

Kötschach-Mauthen si trova 34 km a ovest del capoluogo distrettuale Hermagor-Pressegger See, tra l'alta valle della Gail (Gailtal) e la valle del Lesach (Lesachtal). Il comune è formato dall'unione di due paesi, Kötschach e Mauthen, poco distanti fra loro e uniti dal ponte sul fiume Gail. Mauthen è il primo centro abitato che si incontra provenendo dalla strada del passo di Monte Croce Carnico (in tedesco Plöckenpass) dall'Italia, e dalla sella di Gailberg (Gailbergsattel).

## Storia
Il paese esiste fin dall'epoca romana e già nel 200 a.C. era organizzato come colonia. Un'iscrizione veneta di quest'epoca ancora esiste a Würmlach. La principale via di comunicazione realizzata dai Romani proveniva dalla Carnia e attraverso il Passo di Monte Croce Carnico giungeva in paese, dove sorgeva un accampamento romano nei pressi dell'attuale Mauthen.
Durante il Medioevo la regione si sviluppò molto grazie alla scoperta del ferro, dell'oro, dell'argento e del piombo nel sottosuolo. Diverse località dell'attuale comune risultano già esistenti in questo periodo: Mauthen è citata per la prima volta nel 1276, Höfling nel 1300, Kötschach nel 1308, Podlanig nel 1374, Würmlach nel 1374 e Sankt Jakob im Lesachtal nel 1376.
Dal XVI secolo l'area appartenne ai conti di Ortenburg. Il comune di Kötschach-Mauthen è stato istituito nel 1958 con la fusione dei comuni soppressi di Kötschach e Mauthen (dal quale nel 1882 era stato scorporato il nuovo comune di Kornat); nel 1973 un'ampia area delle valli della Gail e del Lesach (con l'intero comune soppresso di Sankt Jakob im Lesachtal) è stata aggiunta al comune.

## Monumenti e luoghi d'interesse
- Castel Weildegg, risalente al XVI secolo.
- Castello di Weidenburg, risalente al XVI secolo.
- Castello di Mandorf, risalente al XVI secolo.
- Rovine del castello di Weidenburg, risalente al XIII secolo.
- Museo della prima guerra mondiale di Kötschach-Mauthen (Museum 1915-1918): si trova nel municipio e illustra con fotografie, testi, reperti bellici italiani e austriaci e ambientazioni la guerra sulle Alpi (testi in tedesco e in italiano).

## Geografia antropica

### Suddivisioni amministrative

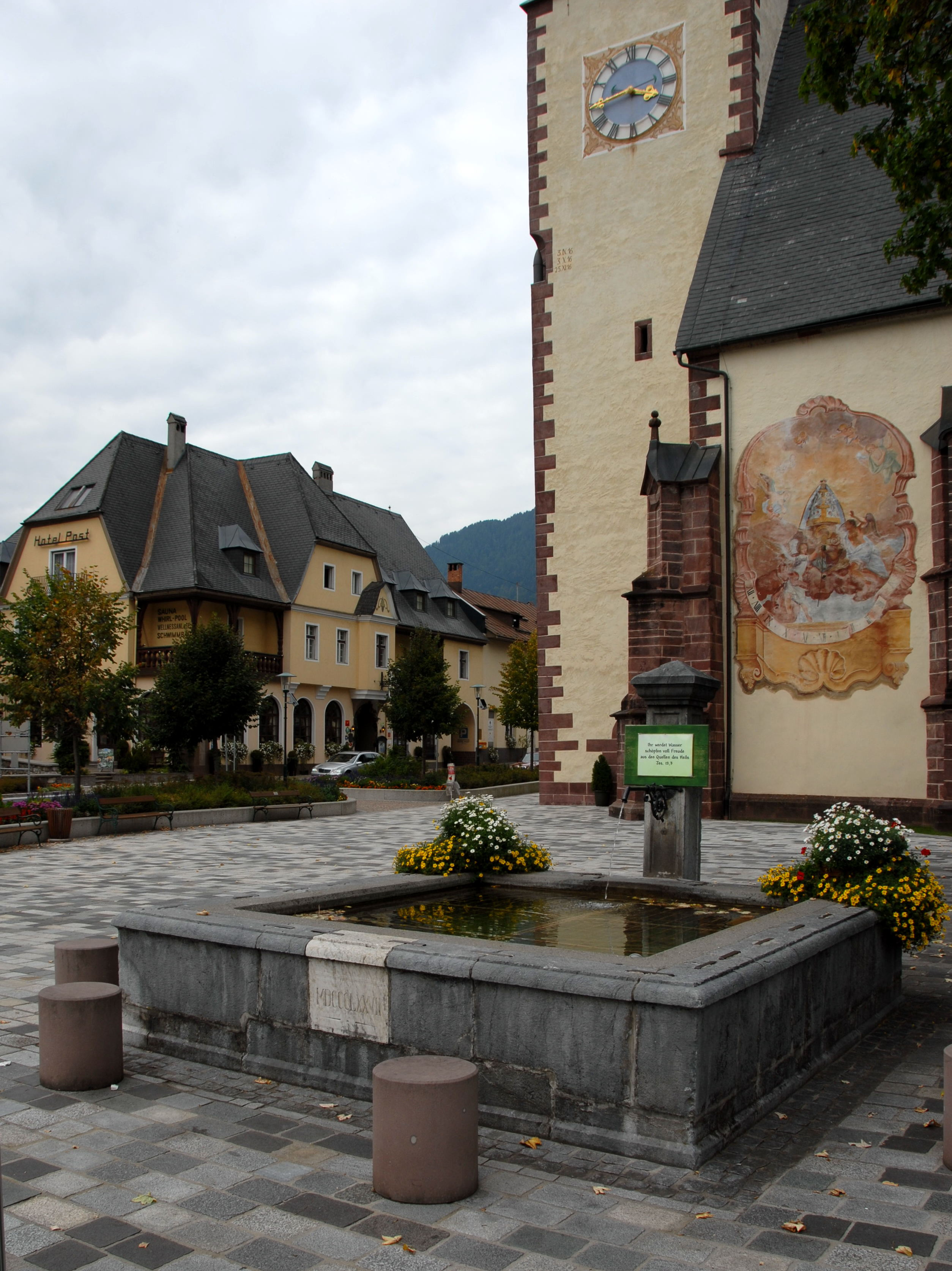
La fontana nella piazza principale di Kötschach

Il territorio del comune è ripartito in quattro comuni catastali (Kötschach, Mauthen, Strajach e Würmlach) e 31 località (tra parentesi il numero di abitanti secondo il censimento del 2015): Aigen (17), Buchach (7), Dobra (8), Dolling (9), Gailberg (6), Gentschach (19), Gratzhof (13), Höfling (22), Kosta (12), Kötschach (1 528), Kreuth (70), Kreuzberg (11), Krieghof (9), Kronhof (15), Laas (234), Lanz (11), Mahlbach (10), Mandorf (30), Mauthen  (744), Nischlwitz (12), Passau (2), Plöcken (0), Plon (13), Podlanig (41), Sankt Jakob im Lesachtal (80), Sittmoos (17), Strajach (92), Weidenburg (60), Wetzmann (20), Würda (0) e Würmlach (319).